# Keon Daniel
Keon Kelly Daniel (Lambeau, Trinidad y Tobago, 16 de enero de 1987) es un futbolista trinitense que juega como volante en el GKS Tychy de la I Liga de Polonia.

## Trayectoria
Daniel asistió a la escuela Secundaria Signal Hill en su país natal, y más tarde asistió a la Escuela de Entrenamiento de St. Clair. Después de un campamento de dos semanas con el Manchester United en 2005, Daniel se convirtió en profesional cuando firmó con United Petrotrin de la TT Pro League en 2006.
Después de otro campamento en Inglaterra en agosto de 2008, esta vez con el West Ham United, Daniel se unió al Caledonia AIA en 2009.
En mayo de 2010, Daniel fue traspasado al Puerto Rico Islanders de la USSF D2 Pro League. Hizo su debut con los Puerto Rico Islanders el 26 de junio de 2010 como sustituto en la derrota 3-0 ante los Rochester Rhinos. 
Antes del 2011, Daniel probó con el Philadelphia Union de la MLS. Tras la exitosa prueba, Daniel firmó con el Philadelphia el 18 de marzo de 2011. En la séptima semana con el Union, Daniel fue nombrado en el Equipo de la Semana por la MLS, por su actuación en contra de los San Jose Earthquakes. Su primer gol en la MLS, lo marcó el 11 de junio del 2011 en un partido contra el Real Salt Lake.

## Selección nacional
Daniel hizo su debut con la Selección de Trinidad & Tobago en el 2007. Marcó su primer gol con la Selección contra Guyana el 29 de enero del 2008.

### Goles con la Selección Nacional
| Gol | Fecha                   | Sede                                                               | Oponente               | Marcador | Resultado | Competencia      |
| --- | ----------------------- | ------------------------------------------------------------------ | ---------------------- | -------- | --------- | ---------------- |
| 1.  | 29 de enero de 2008     | Estadio Ato Boldon, Couva, Trinidad y Tobago                       | Guyana                 | 1 - 1    | 2 – 1     | Amistoso         |
| 2.  | 19 de marzo de 2008     | Marvin Lee Stadium, Macoya, Trinidad y Tobago                      | El Salvador            | 1 - 0    | 1 – 0     | Amistoso         |
| 3.  | 8 de julio de 2008      | Marvin Lee Stadium, Macoya, Trinidad y Tobago                      | Guyana                 | 2 - 0    | 2 – 0     | Amistoso         |
| 4.  | 20 de agosto de 2008    | Estadio Pedro Marrero, La Habana, Cuba                             | Cuba                   | 0 - 1    | 1 – 3     | Eliminatoria     |
| 5.  | 20 de agosto de 2008    | Estadio Pedro Marrero, La Habana, Cuba                             | Cuba                   | 0 - 2    | 1 – 3     | Eliminatoria     |
| 6.  | 6 de septiembre de 2008 | Hasely Crawford Stadium, Puerto España, Trinidad y Tobago          | Guatemala              | 1 - 0    | 1 – 1     | Eliminatoria     |
| 7.  | 7 de noviembre de 2008  | Marvin Lee Stadium, Macoya, Trinidad y Tobago                      | San Cristóbal y Nieves | 1 - 0    | 3 – 1     | Copa Caribe 2008 |
| 8.  | 19 de noviembre de 2008 | Hasely Crawford Stadium, Puerto España, Trinidad y Tobago          | Cuba                   | 3 - 0    | 3 – 0     | Eliminatoria     |
| 9.  | 6 de septiembre de 2011 | Estadio Nacional de Barbados, San Michael, Barbados                | Barbados               | 0 - 1    | 2 – 0     | Eliminatoria     |
| 10. | 10 de octubre de 2012   | Parque Warner Sporting Complex, Basseterre, San Cristóbal y Nieves | Guayana Francesa       | 3 - 1    | 4 – 1     | Copa Caribe 2012 |
| 11. | 14 de octubre de 2012   | Parque Warner Sporting Complex, Basseterre, San Cristóbal y Nieves | Anguila                | 2 - 0    | 10 – 0    | Copa Caribe 2012 |
| 12. | 14 de octubre de 2012   | Parque Warner Sporting Complex, Basseterre, San Cristóbal y Nieves | Anguila                | 5 - 0    | 10 - 0    | Copa Caribe 2012 |
| 13. | 14 de octubre de 2012   | Parque Warner Sporting Complex, Basseterre, San Cristóbal y Nieves | Anguila                | 7 - 0    | 10 – 0    | Copa Caribe 2012 |
| 14. | 8 de julio de 2013      | Red Bull Arena, Nueva Jersey, Estados Unidos                       | El Salvador            | 0 - 1    | 2 – 2     | Copa Oro 2013    |

## Clubes
| Club                  | País              | Año         |
| --------------------- | ----------------- | ----------- |
| United Petrotrin      | Trinidad y Tobago | 2006 - 2008 |
| Caledonia AIA         | Trinidad y Tobago | 2008 - 2010 |
| Puerto Rico Islanders | Puerto Rico       | 2010 - 2011 |
| Philadelphia Union    | Estados Unidos    | 2011 - 2014 |
| Miedź Legnica         | Polonia           | 2014 - 2017 |
| GKS Tychy             | Polonia           | 2018 -      |

## Palmarés

### Títulos como jugador
| Título                     | Club                  | Año  |
| -------------------------- | --------------------- | ---- |
| USSF Division 2 Pro League | Puerto Rico Islanders | 2010 |